# Fulvetta manipurensis
Fulvetta manipurensis (лат.) — вид птиц из семейства суторовых. Выделяют два подвида.

## Таксономия
Вид назван в честь североиндийского штата Манипур. Как и другие подобные виды, его долгое время включали в род Alcippe (семейство тимелиевых). Вид птиц Fulvetta cinereiceps долго считался подвидом данного вида.

## Распространение
Обитают в северо-восточной части Индии, Мьянме и китайской провинции Юньнань. Живут в умеренных лесах.

## Описание
Длина тела 11—13 см, масса 8—14 г. У представителей номинативного подвида корона и спинка розовато-молочно-коричневые.

## Биология
Питаются в основном насекомыми и их яйцами, гусеницами, мелкими улитками, растительным материалом.

## Охранный статус
МСОП присвоил виду охранный статус LC.